# Condado de Bradley (Arkansas)
O Condado de Bradley é um dos 75 condados do estado americano do Arkansas. Sua sede de condado é Warren. Sua população é de 12 600 habitantes.